# Herrenhaus Wusseken
Das heute als Hotel betriebene Herrenhaus Wusseken befindet sich in Osieki im Powiat Koszaliński in der polnischen Woiwodschaft Westpommern.

## Geschichte
Seit dem Mittelalter waren die Bulgrine Lehensnehmer. Nach deren Erlöschen übertrug König Friedrich Wilhelm I. die Güter an Jakob von Bechefer. Durch Heirat von dessen Tochter ging der Besitz an Samuel von Cocceji, nach dem der Ort Coccejendorf (heute: Radosław (Sławno)) benannt wurde. Sein Sohn Carl Friedrich Ernst wurde als General des letzten polnischen Königs Stanislaus II. Augustus berühmt. Im westlichen Teil von Wusseken wurde um 1750 ein Herrenhaus erbaut, das später als „Altes Schloss“ bezeichnet und in den 1950er Jahren abgerissen wurde.
Bis 1808 waren die Cocceji Besitzer, 1818 erwarb Johann Martin Pumplun das Gut, dessen Witwe den Besitz an Johann Friedrich Ludewig Hildebrandt verkaufte. Dieser ließ im benachbarten Kleist und Repkow neue Herrenhäuser erbauen, Wirtschaftsbauten erneuern und Meliorationsarbeiten durchführen. Die letzten Besitzer, Carl und Katharina Hildebrandt, starben 1945 auf der Flucht.
Das Schloss wurde zum Verwaltungsgebäude eines staatlichen Gutes. Von 1963 bis 1981 fanden hier Treffen von Künstlern, Kunstkritikern und Kunsttheoretikern statt. Heute wird das Herrenhaus als Hotel genutzt.

## Bauwerk
Das heute erhaltene Herrenhaus, das sogenannte „Neue Schloss“, wurde um 1925 nach Plänen von Schucht aus Stettin erbaut. Der Bau ist in Fachwerk ausgeführt und erinnert an ein pommersches Bauernhaus.